# Tibet-Zwerghamster
Der Tibet-Zwerghamster (Urocricetus lama, Synonym: Cricetulus lama) ist eine zu den Tibetischen Zwerghamstern gehörende Art der Hamster.
Gewöhnlich wird er dem Kham-Zwerghamster zugeordnet, der dann als Tibet-Zwerghamster bezeichnet wird. In einigen Systematiken wird ihm der Ladakh-Zwerghamster zugeordnet.
Er bewohnt den Süden des Hochlands von Tibet in China.

## Körpermerkmale
Die Kopf-Rumpf-Länge des Tibet-Zwerghamsters beträgt 86 bis 103 Millimeter, die Schwanzlänge 40 bis 50 Millimeter, die Hinterfußlänge 15 bis 18 Millimeter und die Ohrlänge 14 bis 18 Millimeter. Die größte Schädellänge beträgt 26 bis 28 Millimeter und das Körpergewicht 24 bis 39 Gramm.
Das Fell des Tibet-Zwerghamsters ist hell und ähnelt dem des Kham-Zwerghamsters, die Oberseite weist jedoch kein dunkles Fell auf und er ist nicht so auffällig gefärbt. Die Hüfte ist oben nicht schwarz, das weiße Fell an der Flanke ist kürzer, eine Wellenlinie an der Flanke ist nicht vorhanden und diese ist grauer. Der Schwanz ist kürzer als beim Kham-Zwerghamster, seine Länge beträgt durchschnittlich weniger als die Hälfte der Kopf-Rumpf-Länge. Er ist zweifarbig, oberseits dunkel und unterseits weiß.
Vom Kham-Zwerghamster unterscheidet sich der Tibet-Zwerghamster durch den weniger als fünf Zentimeter langen Schwanz und durch die fehlende Schwarzfärbung der Hüfte. Mit dem Ladakh-Zwerghamster, mit Urocricetus tibetanus und mit dem Grauen Zwerghamster hat er diese Merkmale gemeinsam. Zusammen mit den beiden letztgenannten Arten unterscheidet er sich vom Ladakh-Zwerghamster durch das fehlende ausgeprägte Faltenmuster des ersten oberen Backenzahns. Von Urocricetus tibetanus und vom Grauen Zwerghamster unterscheidet er sich durch den mehr als vier Zentimeter langen Schwanz.

## Lebensweise, Verbreitung und Bestand
Die Lebensweise des Tibet-Zwerghamsters ähnelt vermutlich der des Kham-Zwerghamsters. Sein hauptsächliches Verbreitungsgebiet ist der Süden Tibets, daneben bewohnt er den Norden des Gebiets. Er ist in China endemisch.
Die Internationale Naturschutzunion stuft ihn als nicht gefährdet ein.

## Systematik und Benennung
Der Tibet-Zwerghamster wird gewöhnlich dem Kham-Zwerghamster zugeordnet (Wang und Zheng, 1973; Corbet, 1978; Honacki und Mitarbeiter, 1982; Musser und Carleton, 1993, 2005) oder als eigenständige Art betrachtet (Ellerman, 1941; Ellerman und Morrison-Scott, 1951; Smith und Hoffmann, 2008).
Laut Flint (1966) und Piechocki (1969) ist er dagegen möglicherweise eine Unterart des Grauen Zwerghamsters.
Nach molekulargenetischen Untersuchungen des mitochondrialen 12S-rRNA-Gens durch Lebedew und Mitarbeiter (2003) bildet der Tibet-Zwerghamster möglicherweise eine Schwestergruppe der Kurzschwanz-Zwerghamster oder nimmt eine basale Stellung innerhalb der Hamster ein.
Das Typusexemplar des Tibet-Zwerghamsters wurde bei Lhasa in Tibet gefunden und 1905 von J. Lewis Bonhote als Cricetulus lama beschrieben.
Das Artepithet lama leitet sich vom tibetischen Lama („Lehrmeister“) ab.
Piechocki (1969) verwendet „Tibetanischer Zwerghamster“ als deutschen Trivialnamen für Cricetulus lama
und Honigs (2005) „Tibet-Zwerghamster“ für Cricetulus kamensis einschließlich der Form lama.